# MTX3
MTX3 (англ. Metaxin 3) – білок, який кодується однойменним геном, розташованим у людей на 5-й хромосомі. Довжина поліпептидного ланцюга білка становить 312 амінокислот, а молекулярна маса — 35 093.
| 10         |  | 20         |  | 30         |  | 40         |  | 50         |
| ---------- |  | ---------- |  | ---------- |  | ---------- |  | ---------- |
| MAAPLELSCW |  | GGGWGLPSVH |  | SESLVVMAYA |  | KFSGAPLKVN |  | VIDNTWRGSR |
| GDVPILTTED |  | DMVSQPAKIL |  | NFLRKQKYNA |  | DYELSAKQGA |  | DTLAYIALLE |
| EKLLPAVLHT |  | FWVESDNYFT |  | VTKPWFASQI |  | PFPLSLILPG |  | RMSKGALNRI |
| LLTRGQPPLY |  | HLREVEAQIY |  | RDAKECLNLL |  | SNRLGTSQFF |  | FGDTPSTLDA |
| YVFGFLAPLY |  | KVRFPKVQLQ |  | EHLKQLSNLC |  | RFCDDILSSY |  | FRLSLGGISP |
| AGQETVDANL |  | QKLTQLVNKE |  | SNLIEKMDDN |  | LRQSPQLPPR |  | KLPTLKLTPA |
| EEENNSFQRL |  | SP         |  |            |  |            |  |            |

A: Аланін

C: Цистеїн

D: Аспарагінова кислота

E: Глутамінова кислота

F: Фенілаланін

G: Гліцин

H: Гістидин

I: Ізолейцин

K: Лізин

L: Лейцин

M: Метіонін

N: Аспарагін

P: Пролін

Q: Глутамін

R: Аргінін

S: Серин

T: Треонін

V: Валін

W: Триптофан

Кодований геном білок за функцією належить до фосфопротеїнів. 
Задіяний у таких біологічних процесах, як транспорт, транспорт білків, альтернативний сплайсинг. 
Локалізований у мембрані, мітохондрії, зовнішній мембрані мітохондрій.